# 伴麻衣子
伴 麻衣子（ばん まいこ）は、日本のフリーアナウンサー。

## 経歴
愛知県一宮市出身。血液型B型。
身長164cm。愛知学院大学文学部国際文化学科卒業後本格的にタレント活動を開始。2000〜2002年度日産ミス・フェアレディを務めた。
2007年にNHK岐阜放送局の番組出演契約キャスターとなり、NHK岐阜の地上デジタル放送推進大使に就任した。活動範囲は岐阜県内にとどまらず、名古屋で行われる地デジイベントや民放番組へも出演。愛知県出身の為、名古屋放送局大使の橋本奈穂子が出られない時に応援に出ていた。
2010年3月を以って、宇野悦加ら他のキャスターらとともにNHK岐阜を“総退職”した。NHK岐阜は当該異動でキャスターを総入れ替えした。

## 主な出演番組
- みのひだ情報局（キャスター）
- ほっとイブニングぎふ（リポーター）
- FMニュース
- 金とく 「東海北陸対抗クイズde春らんまん」岐阜県プレゼンター（2008年4月11日放送）
- 金とくぎふスペシャル　「FC岐阜が夢をくれた〜J2一年目の挑戦〜」（2008年12月12日放送）　アーティスト日比野克彦とインタビュアーを務める。